# Embelia deivanuae
Embelia deivanuae là một loài thực vật có hoa trong họ Anh thảo. Loài này được R.O.Gardner mô tả khoa học đầu tiên năm 1997.